# Dorcadion unidiscale
Dorcadion unidiscale là một loài bọ cánh cứng trong họ Cerambycidae.